# Distrito de Dimapur
Dimapur (en hindi: दीमापुर ज़िला) es un distrito de la India en el estado de Nagaland. Código ISO: IN.NL.DI.
Comprende una superficie de 926 km².
El centro administrativo es la ciudad de Dimapur.

## Demografía
Según censo 2011 contaba con una población total de 379 769 habitantes, de los cuales 181 606 eran mujeres y 198 163 varones.